# Patrick Quaggiato
Patrick Quaggiato, glasbenik, tolkalec, dirigent, zborovodja, skladatelj, * 25. januar 1983, Gorica.

## Življenje in delo
Patrick Quaggiato se je rodil v Gorici, a je živel najprej v Sovodnjah, kasneje v Števerjanu. Že od malih nog je prepeval v otroških pevskih zborih, z osmim letom je začel igrati na klavir in študiral pri glasbeni šoli Istituto di Musica della Fondazione musicale “Città di Gorizia” v Gorici (kjer je leta 1999 prejel nagrado kot najboljši študent in v šolskem letu 2003/04 za naboljše opravljeni izpit). Istočasno je študiral tudi tolkala iz katerih je leta 2008 diplomiral na tržaškem konservatoriju Tartini, istega leta je diplomiral tudi iz vokalno-zborovske kompozicije in dirigiranja na istem konservatoriju. Nato se je se dodatno izobraževal kot dirigent pihalnih orkestrov. Kot glasbenik se zanima za zborovsko petje, prepeval je v več zborih, vodi marsikateri pihalni orkester in tudi godbe, kot tolkalist sodeluje z različnimi orkestri, s katerimi gostuje v različnih evropskih državah. Vodi tudi pevske zbore, nazadnje mešani pevski zbor društva F. B. Sedej iz Števerjana. Poučuje tolkala na Glasbeni matici v Trstu in na glasbeni šoli Emil Komel iz Gorice.
Patrick Quaggiato izredno rad ustvarja in je kot skladatelj najbolj zaželen na zborovskem področju, posveča pa se tudi instrumentalni in orkestrski glasbi. Njegove skladbe so snemali na različne zgoščenke in so v zbirkah, ki so jih izdali bodisi v Italiji kot v Sloveniji. Njegove skladbe so prisotne v mnogih repertoarjih zborov na mednarodnih tekmovanjih, zbori zanje tudi redno prejemajo priznanja. Za svoje skladateljsko delo je prejel že celo vrsto nagrad, kot na primer nagrado Glasbene matice Ljubljana za najboljšo mladinsko skladbo na državnem zborovskem tekmovanju v Zagorju ob Savi leta 2010. Leta 2014 je prejel priznanje za najboljšo noviteto na Naši pesmi. Redno sodeluje z otroško revijo Pastirček, kjer vsak mesec priobči kakšno svojo novo skladbo.
Leta 2019 je prejel glasbeno nagrado Pavle Merkù, ki jo podeljujeta SSO in ZCPZ Trst.
Leta 2019 je prejel Gallusovo listino,ki jo podeljuje Javni sklad Republike Slovenije za kulturne dejavnosti - JSKD za dosežke na področju vokalne glasbe.
Leta 2021 je prejel priznanje, ki ga ob slovenskem kulturnem prazniku podeljujeta krovni organizaciji Slovencev v Italiji SSO - Svet slovenskih organizacij in SKGZ - Slovenska kulturno-gospodarska zveza.